# (9262) Bordovitsyna
(9262) Bordovitsyna (1973 RF) – planetoida z grupy pasa głównego asteroid okrążająca Słońce w ciągu 4,16 lat w średniej odległości 2,58 j.a. Odkryta 6 września 1973 roku.